# Fuga dal Sole
Fuga dal Sole (Rogue Ship) è un romanzo di fantascienza del 1965 dello scrittore canadese, naturalizzato statunitense A. E. van Vogt.

## Storia editoriale

### Racconti

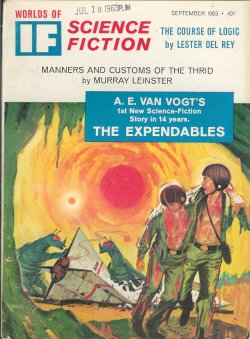
Copertina della rivista If, settembre 1963, con The Expendables.

Il romanzo, come altri dell'autore, è un fix-up, vale a dire un adattamento di tre racconti scritti in precedenza che, con ampie modifiche, sono stati in parte integrati nella nuova opera.
Centaurus IIpubblicato per la prima volta nel numero del giugno 1947 di Astounding Science-Fiction.
Rogue Shippubblicato per la prima volta nel numero del marzo 1950 di Super Science Stories, e di nuovo nel 1964 dalla Ace Books con il titolo The Twisted Men, come parte di un'omonima antologia personale; una traduzione di Giovanni Librando, intitolata Universo trappola è stata pubblicata dalla Editrice Il Picchio, nel 1977, nell'omonimo volume n. 7 della collana Altair Fantascienza e di nuovo nel 1980 nel volume n. 16 della collana Raccolta "Spazio 2000".
The Expendablespubblicato per la prima volta nel numero del settembre 1963 di if Worlds of Science Fiction; una traduzione in italiano di Beata Della Frattina, intitolata I traditori è stata inserita nell'antologia I traditori e altri racconti, pubblicata nel 1964 dalla Arnoldo Mondadori Editore nel volume n. 336 della collana Urania,; una traduzione di G. P. Sandri, intitolata I sacrificabili è stata pubblicata dalla Armenia Editore come parte dell'antologia personale Il meglio di A. E. Van Vogt. Una grande antologia personale. 12 racconti (The Best of A. E. Van Vogt, 1974), nel 1978 nel volume n. 9 della collana Robot Speciale e di nuovo nel 1980 nel volume n. 17 della collana Raccolta Robot; una traduzione di Roberta Rambelli pure intitolata I sacrificabili è stata pubblicata dalla Fanucci Editore come parte dell'antologia I mondi del possibile. Il meglio della fantascienza 1956-1965, nel 1978 nel volume n. 10 della collana Enciclopedia della Fantascienza; una traduzione di Marta Simonetti pure intitolata I sacrificabili è stata pubblicata nel 1989 dalla Fanucci Editore, come parte dell'antologia Il cervello trappla, nel volume n. 18 della collana Biblioteca d Fantascienza.

### Romanzo
È stato pubblicato per la prima volta negli Stati Uniti nel 1965 dalla Doubleday.
La prima traduzione in italiano, di Fanny Benedetti, è stata pubblicata dalla Granillo Editore nel 1966 nel volume n. 1 della collana Proxima.
Una traduzione di Abramo Luraschi è stata pubblicata dalla Libra Editrice nel 1982, nel volume n. 68 della collana I Classici della Fantascienza.

## Trama
L'astronave "La speranza dell'uomo" è in viaggio nello spazio verso Centauro, che raggiungerà dopo nove anni; era partita quasi venti anni prima con l'obiettivo di sfuggire alla distruzione della Terra viaggiando a velocità superiore a quella della luce.
L'incapacità di raggiungere tale velocità ed i dubbi sul reale destino della Terra non avevano a distolto il Capitano Lesbee dall'obiettivo, che aveva continuato a perseguire anche a prezzo della vita di coloro che gli si opponevano.
Quando l'astronave raggiunge Centauro non trova pianeti adatti alla vita umana, quindi prosegue fino a Sirio e poi a Procione, sempre con risultati negativi, ma gli abitanti di quest'ultima forniscono ai terrestri una mappa dei pianeti adatti all'uomo nella galassia. Il viaggio prosegue fino a quando "La speranza dell'uomo" entra in orbita attorno ad Alta III, i cui abitanti tentano di catturarla, fortunosamente i terrestri riescono a sfuggire, ma prima gli alieni attaccanti intervengono sui motori dell'astronave che ora può superare la velocità della luce, come era originariamente previsto.
Dalla partenza sono trascorsi 109 anni durante i quali la società nell'astronave è regredita, si sono succedute spietate lotte per il potere, ammutinamenti e tradimenti, le donne sono divenute il premio per il vincitore.
Viaggiando a velocità superiore a quella della luce, in uno stato di distorsione temporale, "La speranza dell'uomo" torna sulla Terra dove sono trascorsi solo sei anni dalla sua partenza.
Il proprietario della nave, Averill Hewitt, nonostante la distorsione, riesce a entrare nell'astronave grazie a uno speciale scafandro spaziale.
Dopo un ennesimo, sanguinoso scontro Hewitt prende il controllo dell'astronave, con la quale trova altri pianeti dove sfuggire dall'imminente disastro che, come originariamente previsto, sta per colpire la Terra.